# 埃德温·斯努尔
埃德温·斯努尔（拉脫維亞語：Edvīns Šnore，1974年3月21日—）出生于紹爾克拉斯蒂，是拉脱维亚知名电影导演和政治家。他于2014年至2018年擔任拉脱维亚議會議員。
斯努尔的家人来自库尔迪加。他在里加就讀高中。在東歐劇變期間，他同情拉脱维亚人民阵线。後來他前往挪威学习政治学 ，並在拉脱维亚大学获得硕士学位。在2013年，他完成了有關烏克蘭大饑荒的博士学位论文。
斯努尔以其2008年的纪录片《蘇維埃的故事》而闻名。因这部紀錄片，他于2008年获得拉脱维亚三星勳章，并于2009年获得爱沙尼亚泰拉·马里亚纳十字勋章。2016年，斯努尔拍攝了另一部有關波羅的海三國遊擊戰的纪录片，名为《未知战争：波罗的海的抵抗》（The Unknown War: Baltic Resistance）。